# Britta Hallonblad
Britta Fredrika Wilhelmina Hallonblad, född 15 augusti 1881 i Kexholm, död 25 februari 1968 i Helsingfors, var en finländsk skolledare. 
Hallonblad, som var dotter till häradshövding Johan Fredrik Hallonblad och Anna Wiiger, blev student 1900, filosofie kandidat 1907 och studerade vid Viborgs konstvänners ritskola 1910–1913. Hon var lärare i matematik, fysik och kemi vid Viborgs finska samskola 1907–1913, vid Tölö finska samskola 1913–1918, lektor vid Helsingfors finska flicklyceum 1919–1935, överlärare vid Finska flicknormallyceet i Helsingfors 1935–1951 och dess rektor 1947–1951. Hon var sekreterare för Akademiskt Bildade Kvinnors Förbund 1922–1927 och viceordförande i Matematiklärarförbundet 1935–1949. Hon författade Kestävän lumipeitteen tulosta Suomessa, Laskuoppi (1961) samt artiklar i pedagogiska tidskrifter.